# Синклер, Айн
Айн Синклер (англ. Iain Sinclair; род. 11 июня 1943, Кардифф) — британский прозаик, поэт, эссеист и кинопродюсер.

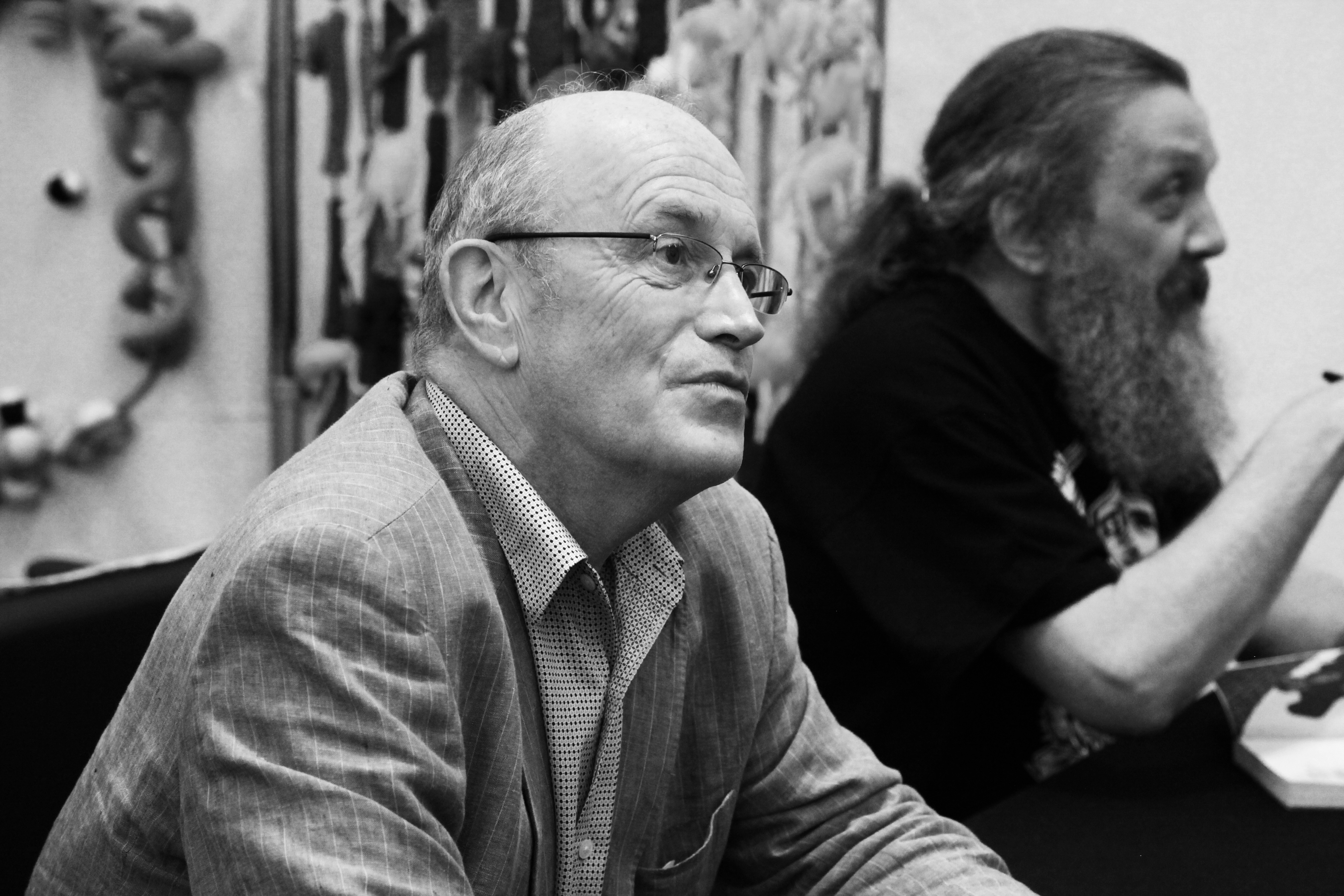
Синклер и Алан Мур в Челтенхэме

Основными темами произведений его являются впечатления автора, полученные в результате его путешествий, а также его наблюдениями за изменениями, происходящими в окружающей человека среде под воздействием людской деятельности — в частности, в Лондоне и в окружающей этот город местности. Синклер был одним из основателей психогеографии и использовал её законы в своих работах, создавая психогеографические романы о Лондоне, особенно работая по этой теме с 2001 года.

## Жизнь и творчество
Детство Синклера прошло в старом шахтёрском городке Местед в Уэльсе. Образование получил в Челтенхэмском колледже, и уже в 16 лет написал первые критические статьи на темы современного кинематографа. Высшее образование получил в дублинском Тринити-колледже. К этому времени относятся его первые документальные фильмы и пьесы, также в 1967 году, ещё будучи студентом, Синклер вступает в брак с Анной Хэдмен. Семья переезжает в Лондон, и здесь Синклер первое время работает учителем. В 1969 году они покупают дом в лондонском районе Хокни, где проживают вплоть до настоящего времени. Здесь Синклер пишет свои первые сборники стихотворений, которые издаёт в своём собственном издательстве Albion Village Press, Пслое ухода с преподавательской деятельности Синклер некоторое время торгует букинистикой. При этом он много путешествует по Лондону и вокруг него, особенно внимательно изучает лондонский Ист-Энд и церкви, возведённые Николасом Хоукмуром. В последующие годы за Синклером закрепляется репутация представителя британского литературного авангарда и ведущего лондонского психогеографа. Первый большой литературный успех приходит к нему в 1991 году, после выхода в свет его романа «Вниз по реке» (DownriverЁЁЁЁ, речь идёт о Темзе), удостоенный ряда лондонских премий (James Tait Black Memorial Prize  в 1991 и Encore Award, 1992).
В романе Lights Out for the Territory (1997) Синклер даёт описание Лондона как гигантского финансового и властного Молоха, как некий фиктивный город эры Маргарет Тэтчер, который он изучает в течение девяти походов-исследований, героями которого являются у него отверженные лондонские обитатели и забытые обществом художники. Кроме лондонского дома, Синклер владеет также жилищем в Гастингсе, который характеризует как «Хакни-на-море». Здесь создаются его следующие романы: Dining on Stones (2002) и Edge of the Orison (2005) по следам британского поэта Джона Клэра. С романом Хакни, роза-красная империя (Hackney, That Rose-Red Empire) (2009, подзаголовок «Конфиденциальное сообщение») писатель возвращается в Лондон и описывает в нём произошедшие и замеченные им изменения в городе за последние 40 лет. В том же году Синклер становится членом Королевского общества литераторов (Royal Society of Literature). В 2011 году он пишет роман Молоко призрака (Ghost Milk), в котором резко критикует происходящие в городской среде Лондона изменения, связанные с открытием там в 2012 году Олимпийских игр, которые называет в данном немецкой газете
Die Welt в следующем году интервью «раковой опухолью». Лондонскими властями, не привыкшим к такому освещению событий, эта книга была рекомендована к изъятию из городских библиотек. Со своим романом Последний Лондон: Верное сочинение о нереальной метрополии (The Last London: True Fictions from an Unreal City, 2017) писатель заканчивает свои произведения о британской столице и в дальнейшем пишет о происходящем в Марселе (Living With Buildings: And Walking With Ghosts (2018) и в Перу, куда отправился последам своего прадеда, Артура Синклера, пытавшегося отыскать истоки Амазонки (2019).